# 韦扎诺利古雷
韦扎诺利古雷（義大利語：Vezzano Ligure），是意大利拉斯佩齐亚省的一个市镇。总面积18.42平方公里，人口7357人，人口密度399.4人/平方公里（2009年）。ISTAT代码为011031。